# Strangers in the Night (Beverly Hills, 90210)
Strangers in the Night is de zesde aflevering van het vierde seizoen van het tienerdrama Beverly Hills, 90210, die voor het eerst werd uitgezonden op 13 oktober 1993.

## Verhaal
Jim regelt een afspraakje voor zijn dochter met Stuart Carson, de zoon van een van zijn klanten. Brenda ziet er in eerste instantie lichtelijk tegen op, maar ze blijken veel met elkaar gemeen te hebben. Dylan schaamt zich voor zijn oude auto en besluit een nieuwe Porsche te kopen.
Andrea gaat nog steeds stiekem om met leraar Dan Rubin en wordt door hem ontmaagd. David en Donna beginnen steeds meer ruzie te krijgen over zijn lak aan het medewerken in het huishouden. Kelly eindigt haar relatie met Dylan en legt uit dat ze te weinig met elkaar gemeen hebben. Niet veel later begint ze al uit te gaan met John Sears. Op hetzelfde moment wordt Dylan beroofd door een man met een pistool, die er uiteindelijk met zijn auto vandoor gaat.

## Rolverdeling
- Jason Priestley - Brandon Walsh
- Shannen Doherty - Brenda Walsh
- Jennie Garth - Kelly Taylor
- Ian Ziering - Steve Sanders
- Gabrielle Carteris - Andrea Zuckerman
- Luke Perry - Dylan McKay
- Brian Austin Green - David Silver
- Tori Spelling - Donna Martin
- Carol Potter - Cindy Walsh
- James Eckhouse - Jim Walsh
- David Gail - Stuart Carson
- Paul Johansson - John Sears
- Brooke Theiss - Leslie Sumner
- Matthew Porretta - Dan Rubin
- Peter Mark Richman - Lawrence Carson
- Jennifer Crystal - Deborah
- Zachary Throne - Howard
- Rick Mali - Autodief